# Made In Space
Made In Space, Inc. (MIS) — американська компанія, що спеціалізується на розробці та виробництві 3D-принтерів для використання в умовах мікрогравітації. 3D-принтер Made In Space (принтер Zero-G), був першим виробничим пристроєм, використаним у космосі.
Компанія Made in Space була придбана в червні 2020 року компанією Redwire (новоствореною компанією в результаті злиття Deep Space Systems та Adcole Space).

## Демонстрація технології 3D-друку Zero-G
У вересні 2014 року, НАСА та Made In Space відправили в космос перший 3D-принтер (експеримент 3D Printing in Zero-G). Наукова мета цього експерименту полягала в тому, щоб довести, що можливо розробити 3D-принтер для використання в умовах невагомості. Цей експеримент «є першим кроком до створення машинного цеху виробництва в космосі, критично важливого компонента, необхідного для далеких пілотованих космічних місій і виробництва в космосі».